# 1er janvier dans les chemins de fer
1er décembre 1er février
Chronologies thématiques
- Croisades
- Sports
- Disney

Cette page concerne les évènements qui se sont déroulés un 1er janvier dans les chemins de fer.

## Événements

### XIXesiècle
- 1838.  États-Unis :   Le gouvernement américain signe un contrat avec la Baltimore and Ohio Railroad lui conférant le soin d’acheminer le fret postal, c’est la première compagnie ferroviaire américaine à signer un tel contrat avec le gouvernement.

- 1839.  États-Unis :   La New Jersey Railroad and Transportation Company ouvre sa voie entre  Trenton et New Brunswick.
- 1850. France : Inauguration de la section Chauny-Tergnier du chemin de fer de Creil à Compiègne (compagnie du Nord)

- 1862.  États-Unis :   Durant la guerre de Sécession, le général Thomas Jonathan Jackson envoie ses troupes vers le nord avec pour objectif de bloquer tout trafic sur la Baltimore and Ohio Railroad et le Chesapeake and Ohio Canal ; l’opération échoue et l’armée des états confédérés se retire.

- 1868.  États-Unis :   La construction du tronçon visant à relier Denver à Golden débute sur la Colorado and Clear Creek Railroad.

- 1868.  Suisse :   Fusion des Compagnies de chemin de fer Société Suisse Occidentale & Simplon avec Compagnie Jura-Berne-Lucerne et Pont-Vallorbe pour former la Compagnie du Jura-Simplon.

- 1871.  France :   Déraillement sur la ligne Montluçon - Moulins. 11 morts.

- 1900.  États-Unis :   La Pere Marquette Railway nait de la fusion des Flint and Pere Marquette Railway Company, Detroit, Lansing and Northern Railroad et Chicago and West Michigan Railroad.

### XXesiècle
- 1902.  Suisse :   La compagnie des chemins de fer fédéraux suisses est fondée après fusion et nationalisation de plusieurs compagnies ferroviaires suisses.

- 1923.  Royaume-Uni :   La London and North Eastern Railway est fondée à la suite de la fusion de plusieurs compagnies de chemins de fer britanniques.

- 1932.  Royaume-Uni :   William Stanier remplace Ernest Lemon comme ingénieur chef mécanicien à la London, Midland and Scottish Railway.

- 1932.  États-Unis :   Ralph Budd quitte la Great Northern Railway et devient président de la Chicago, Burlington and Quincy Railroad.

- 1933.  États-Unis :   La Southern Belle de la London, Brighton and South Coast Railway est rééquipée avec des rames automotrices électriques remplaçant celles à vapeur.

- 1938.  France :   Nationalisation des grandes compagnies de chemins de fer et la SNCF est mise en service officiellement.

- 1945.  Irlande :   La compagnie irlandaise Great Southern Railways devient la Córas Iompair Éireann.

- 1948.  Royaume-Uni :   Les chemins de fer britanniques sont nationalisés, après fusion ils donnent naissance à la compagnie des British Railways.

- 1949.  France :   Création de la Régie autonome des transports parisiens (RATP).

- 1953.  France :   Fermeture de la ligne Montérolier-Buchy - Saint-Saëns.

- 1957.  États-Unis :   La Chicago and North Western Railway loue la Chicago, St. Paul, Minneapolis & Omaha Railway.

- 1958.  États-Unis :   La Chicago and North Western Railway fait l'acquisition de la Litchfield and Madison Railroad.

- 1986.  États-Unis :   La Soo Line absorbe en totalité la Milwaukee Road après avoir tenté de l'incorporer comme chemin de fer subsidiaire.

- 1992.  France :   Apparition du nouveau logo de la RATP inscrit dans un cercle vert jade et de son slogan l'esprit libre.

- 1994.  États-Unis :   La Rail Management Corporation prend le contrôle de la Atlanta and St. Andrews Bay Railroad.

- 1994.  Allemagne :   La Deutsche Reichsbahn et la Deutsche Bundesbahn fusionnent et donnent naissance à la Deutsche Bahn.

- 1996.  Pays-Bas :   Les chemins de fer néerlandais, Nederlandse Spoorwegen, sont scindés en quatre filiales autonomes, NS Cargo, NS Passagieren, NS Stations et NS Real Estate, chargées respectivement de la gestion du trafic de marchandises, du trafic de voyageurs, des gares et du patrimoine immobilier.

- 1999.  France :   Création de la marque commerciale Transilien pour les trains de banlieue de la SNCF pour l'Île-de-France.

### XXIesiècle
- 2003.  Canada :   E. Hunter Harrison est promu président-directeur général du Canadien National.

- 2004.  États-Unis :   Le métro léger METRORail ouvre à Houston.

- 2005.  Autriche :   La compagnie des chemins de fer autrichiens ÖBB est restructurée et différentes filiales sont créées : la ÖBB-Dienstleistungs GmbH, la ÖBB-Personenverkehr AG (transport de passagers) et la Rail Cargo Austria AG (transport de fret).

- 2005.  Belgique :   Réforme de la SNCB avec création d'un gérant de l'infrastructure Infrabel et d'une société d'exploitation, les deux étant chapeautés par une holding.

- 2005.  Espagne :   Création de l'Administrador de infraestructuras ferroviarias, placée sous la tutelle du ministre des transports. Elle prend la suite de la Renfe et du GIF (Gestor de infraestructuras ferroviarias).

- 2008.  France :   70e anniversaire de la SNCF.

- 2021.  France :   VFLI change de nom et devient Captrain France. Création de Rail Logistics Europe au sein de la SNCF.

## Décès
- 1880.  États-Unis :   Morris Ketchum, associé dans la Rogers Locomotive and Machine Works et directeur de l'Illinois Central Railroad.